# Квинт Елий Пет (трибун 177 пр.н.е.)
Вижте пояснителната страница за други личности с името Квинт Елий Пет.
Квинт Елий Пет или Туберон (на латински: Q. Aelius Tubero) е политик на Римската република от 2 век пр.н.е.

## Биография
Произлиза от фамилията Елии, клон Пет или Туберон.
През 177 пр.н.е. служи като народен трибун. Колегите му са Авъл Лициний Нерва и Гай Папирий Турд.
Той помага на консула от 178 пр.н.е. Авъл Манлий Вулзон, който е критикуван по време на отсъствието му от Гай Папирий Турд и Авъл Лициний Нерва затова, че е претърпял голяма загуба при вражеско нападение в Истрия. Двамата искат на Вулзон да не се признае вече продълженият му империум за следващата година и да го дадат на съд. Планът им не успява.